# Carrizo de la Ribera
Carrizo de la Ribera (auch nur: Carrizo) ist ein nordspanischer Ort und eine Gemeinde (municipio) mit 2.222 Einwohnern (Stand: 2024) in der Provinz León in der Autonomen Gemeinschaft Kastilien-León. Neben dem Hauptort Carrizo de la Ribera besteht die Gemeinde aus den Ortschaften Huerga del Río, La Milla del Río, Quiñones del Río und Villanueva de Carrizo.

## Lage und Klima
Carrizo de la Ribera liegt am Río Orbigo, der die südöstliche Gemeindegrenze bildet, in einer Höhe von ca. 870 m in der westleonesischen Hochebene (meseta) etwa 22 Kilometer in westlicher Richtung von León entfernt. Das Klima ist gemäßigt bis warm; Regen (ca. 564 mm/Jahr) fällt überwiegend im Winterhalbjahr.

## Bevölkerungsentwicklung
| Jahr      | 1970 | 1981 | 1991 | 2001 | 2011 | 2021 |
| Einwohner | 4009 | 3333 | 3204 | 3024 | 2521 | 2266 |

Aufgrund der zunehmenden Mechanisierung der Landwirtschaft und der Aufgabe zahlreicher bäuerlicher Kleinbetriebe in der zweiten Hälfte des 20. Jahrhunderts fehlten mehr und mehr Arbeitsplätze, was eine immer noch anhaltende Landflucht auslöste.

## Sehenswürdigkeiten
- Trappistinnenkloster Carrizo von 1176 (zunächst Zisterzienserinnenkloster), mit dem markgräflichen Palast von Santa María de Carrizo

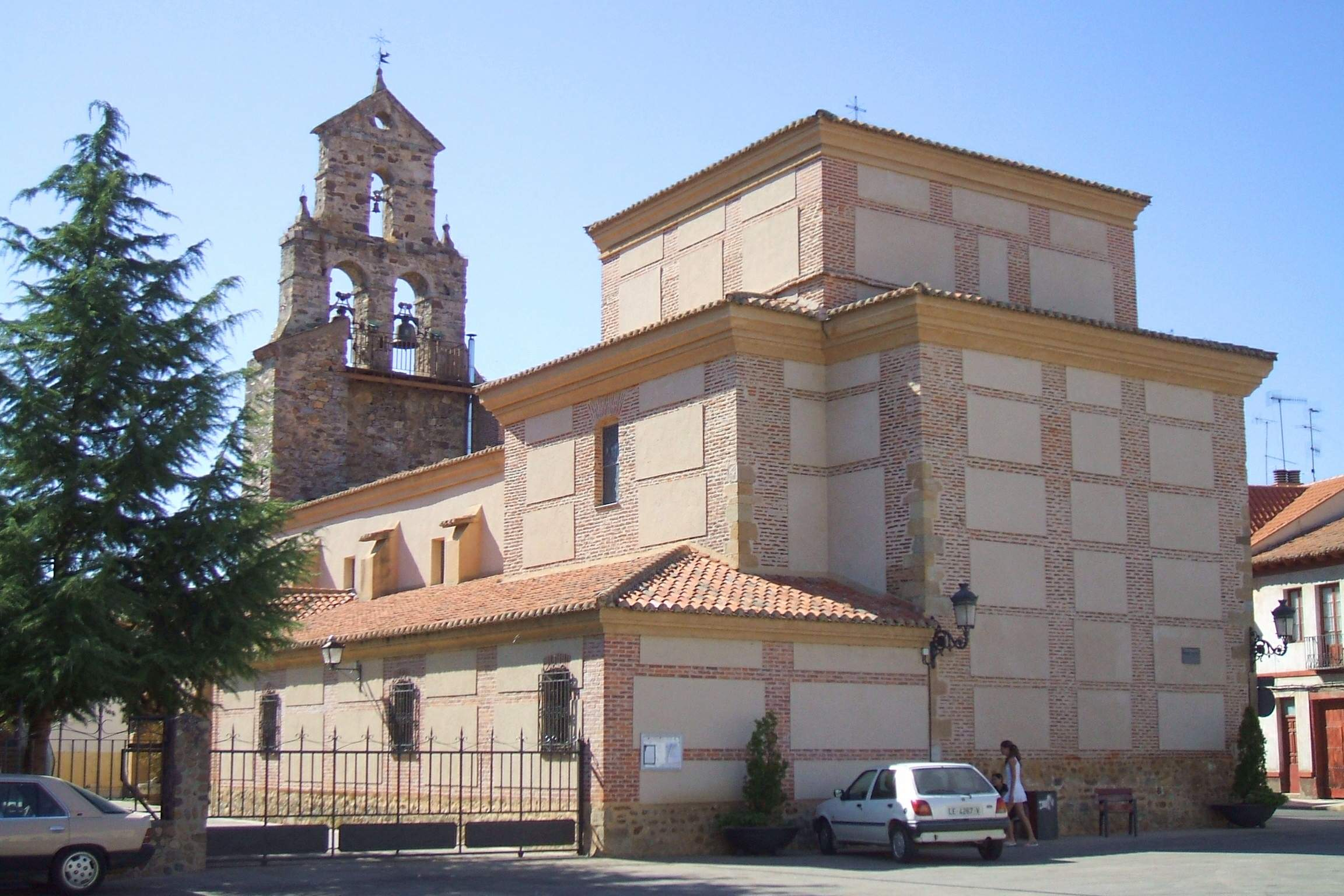
Andreaskirche
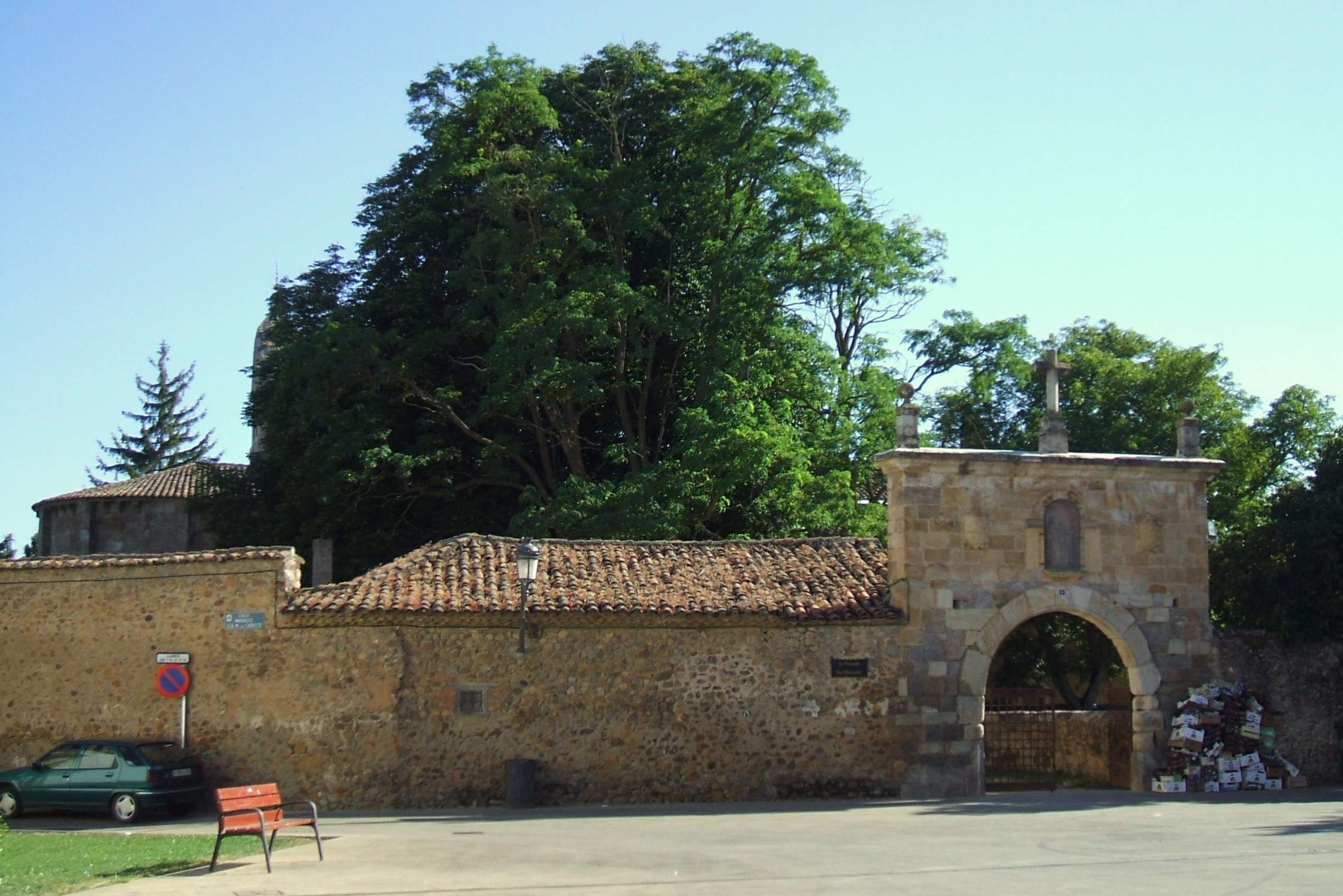
Trappistinnenkloster

- Andreaskirche
- Trappistinnenkloster

## Persönlichkeiten
- Cayetano Álvarez Bardón (1877–1924), Schriftsteller
- María José Alonso Fernández (* 1958), Pharmakologin